# Шахтная подъёмная установка
Шахтная подъёмная установка — сложная механическая система, которая состоит из ряда сосредоточенных масс (сосуды, органы навивки, зубчатая передача, двигатель, шкивы), соединенных упругими элементами (канаты, валопроводы, пружинные муфты).

## Современные шахтные подъемные установки
В связи с отработкой наиболее доступных месторождений полезных ископаемых шахты и рудники вынуждены переходить на все более глубокие горизонты. При этом для сохранения производительности подъемные установки должны иметь все большую скорость движения подъемных сосудов и большую их грузоподъемность.
Известны шахтные подъемные установки (ШПУ), высота подъема которых достигает 2000 м, грузоподъемность сосудов до — 75 т, а максимальная скорость движения — 16 м/с. В зарубежной практике максимальная скорость подъема достигает 30 м/с. Имеются подъемные установки, клети которых одновременно перевозят 150 человек. Мощность электроприводов составляет до 5—10 МВт. Масса подъемных канатов может достигать 30 т. При этом значительно увеличиваются динамические нагрузки при разгоне и торможении, особенно в режиме предохранительного торможения.

## Основоположники и последователи теориишахтного подъема
Большой вклад в разработку современных подъемных установок внесли основоположники советской школы горной механики: М. М. Фёдоров, А. П. Герман, Ф. Н. Шклярский, создавшие теорию рудничного подъема, и их последователи: А. С. Ильичёв, В. Б. Уманский, Г. М. Еланчик, Н. Г. Картавый, Б. А. Носырев, О. А. Залесов, Б. Л. Давыдов, К. М. Барамидзе, П. П. Нестеров, З. М. Фёдорова и др.

## Используемые источники
- Яцких В. Г., Имас А. Д., Спектор Л. А. Горные машины и комплексы. 4-е издание — М.: Недра, 1974. — 415 с.
- Степанов А. Г. Динамика машин — Екатеринбург: Изд-во УрО АН, 1999. — 392 с. Архивная копия от 4 марта 2016 на Wayback Machine
- Степанов А. Г. Динамика шахтных подъёмных установокРоссийская академия наук. Уральское отделение. Горный институт. Наука, 1994. 203 с. Архивная копия от 4 марта 2016 на Wayback Machine
- Корняков М. В. Защита шахтных подъемных установок от динамических нагрузок при движении подъемного сосуда в стволе: монография / М. В. Корняков. — Иркутск: Изд-во ИрГТУ, 2007. — 164с.